# Magyar tölgymakkmoly
A magyar tölgymakkmoly (Pammene querceti) a valódi lepkék alrendjébe tartozó sodrólepkefélék (Tortricidae) családjának egyik védett faja.

## Elterjedése, élőhelye
Hazánkban a keményfa-ligeterdőkre jellemző faj.Magyarországon kívül Szlovákiában, Csehországban, Franciaországban és Olaszországban él. A magyar vörös könyv szerint a közvetlen kipusztulás veszélye fenyegeti.

## Életmódja
Áprilistól júniusig repül. Hernyója molyhos tölgyön (Quercus  pubescens) és bükkön (Fagus) táplálkozik.